# De Groote Wielen
De Groote Wielen là một quận của thành phố của 's-Hertogenbosch ở miền bắc Rosmalen. Tổng cộng có 4300 ngôi nhà trong huyện này. Quận được chia thành ba phần, hai trong số đó là dành cho nông nghiệp. Phần phía Nam bao gồm các huyện: (từ Tây sang Đông) Bedrijventerrein Brabantpoort, Hoven, Vlietdijk, và Broekland Watertuinen. Trong số này huyện, quận, Bedrijventerrein Brabantpoort là lâu đời nhất. Phía bắc của hồ có hai huyện Waterplas: Centrum van de Groote Wielen và Lanen.
Khu vực này dược quy hoạch và xây dựng để đáp ứng nhu cầu nhà ở của 's-Hertogenbosch. Bắc Rosmalen đến sông Meuse, có đủ không gian để xây dựng một số lượng lớn nhà cửa. Khả năng mở rộng, là một trong những lý do sự hợp nhất của thị trấn cũ của Rosmalen trong 's-Hertogenbosch vào năm 1996.
Trong khu vực cây xanh, giáp khu dân cư của De Groote Wielen và Rosmalen Noord, nằm trong Sportpark De Groote Wielen là khu phức hợp thể thao với các môn bóng chày, bóng mềm, korfbal (như Bóng rổ), bi sắt và bóng đá.